# Симха
„Симха” је југословенски ТВ филм из 1975. године. Режирала га је Весна Љубић која је написала и сценарио по новели Исака Самоковлије.

## Улоге
| Глумац           | Улога   |
| ---------------- | ------- |
| Перо Квргић      | Рафаел  |
| Етела Пардо      | Симха   |
| Рејхан Демирџић  | Куцо    |
| Ратко Петковић   | Санто   |
| Нада Пани        | Стеруца |
| Јосип Каталински | Лијацо  |
| Ранко Гучевац    |         |

Остале улоге ▼
| Глумац          | Улога |
| --------------- | ----- |
| Сабина Калиман  |       |
| Мико Монтиљо    |       |
| Миодраг Шормаз  |       |
| Анђелко Вулетић |       |